# Irène Langlet
Irène Langlet, née au Viêt Nam en 1968, est une universitaire française, connue en particulier pour ses travaux sur la science-fiction.

## Biographie
En 1995, Irène Langlet obtient son doctorat en littérature générale et comparée de l'Université Rennes-II. Sous la direction de Jacques Dugast, sa thèse porte sur Les théories de l’essai littéraire dans la seconde moitié du XXe siècle.

## Carrière professionnelle

### Enseignement
Irène Langlet enseigne la littérature contemporaine à l’Université de Limoges, où elle est responsable du master lettres et arts. Depuis 2015, elle est membre du groupe de travail « numérique et innovation pédagogique » au sein de l'établissement. Elle est également directrice de la publication de la revue en ligne Res Futurae, spécialisée dans les études sur la science-fiction.
Depuis 2018, elle dirige le master « Littérature, savoirs et culture numérique » à l'Université Paris-Est Marne-la-Vallée.

### Recherche
En 2003, Irène Langlet publie un premier ouvrage dédié à l'écriture du recueil, œuvre plurielle de la littérature.
Parallèlement à ses travaux théoriques sur la forme de l'essai, comme L’Abeille et la balance. Penser l’essai édité en 2015, l'autrice se consacre à l'étude de la science-fiction. Dans les années 2000, elle rédige des critiques pour la revue Galaxies. En 2006, La science-fiction : Lecture et poétique d'un genre littéraire est publié aux éditions Armand Colin. Elle intervient régulièrement à la Convention nationale française de Science-fiction ou lors de différents séminaires et conférences liés à ce genre littéraire.
En 2011, elle intègre le jury du Prix Pépin qui récompense les microfictions francophones de science-fiction.

## Publications
- Le recueil littéraire : Pratiques et théorie d'une forme, Presses universitaires de Rennes, 2003, 333 p.  (ISBN 2-86847-831-X)
- La science-fiction : Lecture et poétique d'un genre littéraire, Armand Colin, 2006, 304 p.  (ISBN 2-20026-921-8)
- L’Abeille et la balance : Penser l’essai, Éditions Classiques Garnier, 2015, 374 p.  (ISBN 2-40605-666-X)
- Le temps rapaillé : Science-fiction et présentisme, Presses universitaires de Limoges, 2020, 342 p.  (ISBN 978-2-84287-814-6)